# Ein Fall für zwei (2014)
Ein Fall für zwei ist eine deutsche Krimiserie mit Antoine Monot, Jr. und Wanja Mues in den Hauptrollen. Sie wird seit 2013 im Auftrag des ZDF von Novafilm in Frankfurt am Main und Umgebung gedreht und ist eine Neuauflage der gleichnamigen Fernsehserie, die von 1981 bis 2013 u. a. mit Claus Theo Gärtner als Josef Matula produziert wurde.

## Wie alles begann
Im Leben des Rechtsanwalts Benni Hornberg läuft alles in geordneten und bürgerlichen Bahnen. An diesem Morgen jedoch gerät es durch einen Anruf aus sämtlichen Fugen. Leo Oswald, ein alter Schulkamerad und Bennis einstiger bester Freund, ist zurück in Frankfurt am Main. Nach 20 Jahren und zahlreichen kriminellen Aktivitäten in Südamerika steckt Leo in ernsten Schwierigkeiten: Er wird beschuldigt, den angesehenen Unternehmer Stefan Schwarz getötet zu haben. Und die Indizien, die die attraktive Staatsanwältin Conni Leinfelder vorliegen hat, sind erdrückend.
Benni, Fachanwalt für Versicherungsrecht – und nicht Strafrecht –, ist nach anfänglichem Zögern fest entschlossen, seinem alten Freund zu helfen. Er ignoriert dabei eindringliche Warnungen seines Schwiegervaters Dr. Oskar Renners, in dessen renommierter Kanzlei er arbeitet. Renners ist derzeit damit beschäftigt, mit dem gerissenen Staranwalt Frederic Katzner und seinen übrigen Kanzlei-Partnern einen großen Versicherungsdeal über die Bühne zu bringen.
Aber auch der mit allen Wassern gewaschene Privatdetektiv Leo hat noch ein paar Geheimnisse parat. Benni fühlt sich von seinem verschlossenen Freund zunächst verraten und muss zudem schmerzhaft erfahren, dass sich seine Frau Gabi auf eine heftige Affäre mit ihrem Yogalehrer eingelassen hat. Sein altes Wohlleben scheint ihm endgültig zu entgleiten. Umso intensiver macht sich Benni nun an die Arbeit, um Leo herauszuhauen. Leo glaubt den Mörder von Stefan Schwarz zu kennen. Der Unternehmer hatte auf einer exklusiven, privaten Sexparty die Escortdame Marie getroffen. Wenige Stunden später wurde die hübsche Studentin erschlagen aufgefunden. Was war an jenem Abend jedoch noch passiert?
In Episodenrollen sind Gudrun Landgrebe als Haftrichterin Peters, Jürgen Tarrach als Frederic Katzner, Rainer Sellien als Alexander Bast, Sebastian Weber als Paul Herzog, Kida Khodr Ramadan als Kamphausen, Marc Oliver Schulze als Stefan Schwarz zu sehen.

## Schauspieler und Figuren

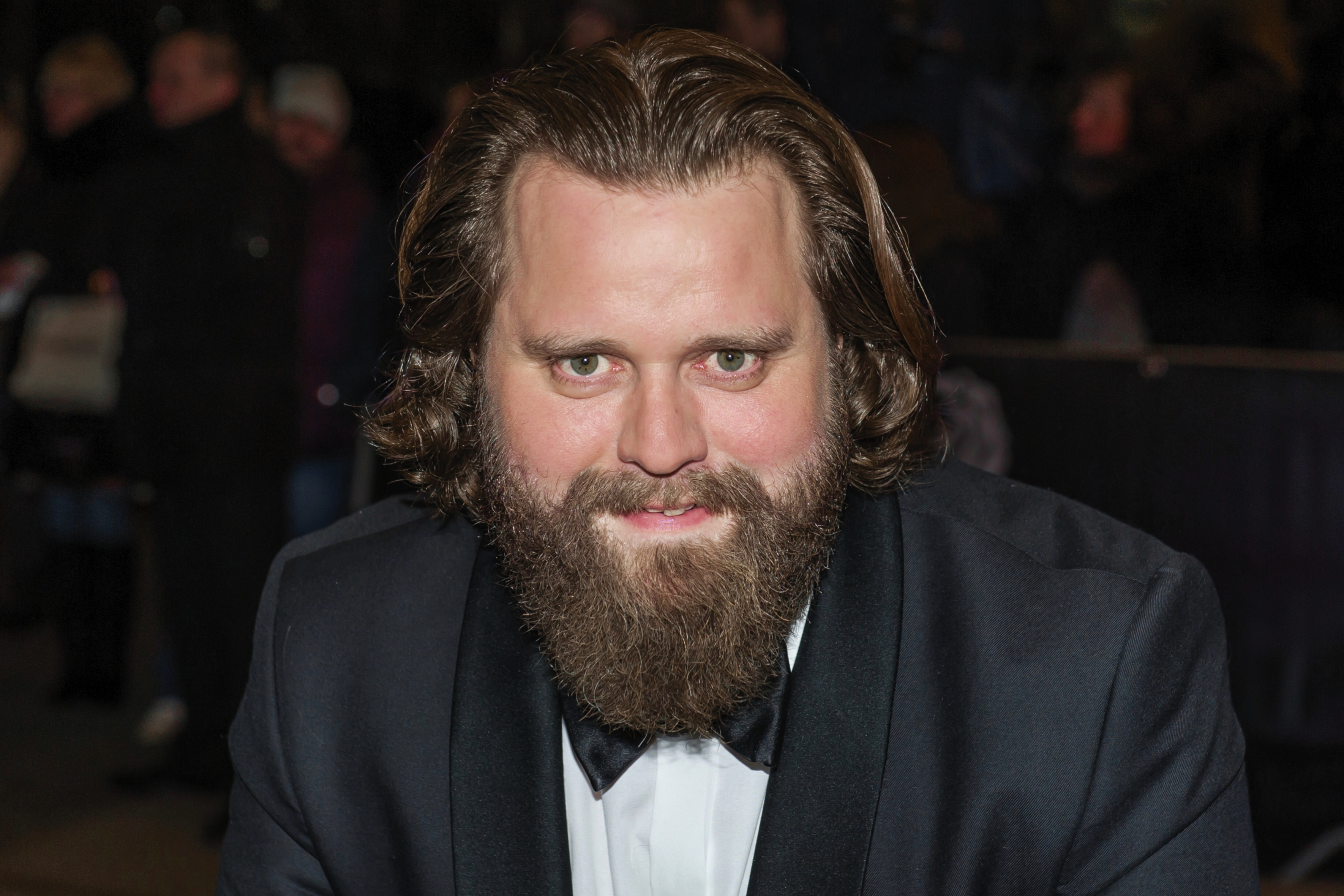
Antoine Monot, Jr. (2015)

Zum festen Ensemble der 1. Staffel gehörten Antoine Monot, Jr., Wanja Mues, Thomas Thieme, Christina Hecke und Sina Tkotsch.
Thomas Thieme spielte Bennie Hornbergs Schwiegervater Oskar Renner, welcher am Ende der 2. Staffel Selbstmord begeht. Christina Hecke spielte in der 1. Staffel die Staatsanwältin Conni Leinfelder. Sie wurde mit Beginn der zweiten Staffel durch Bettina Zimmermann ersetzt, die als Staatsanwältin Claudia Strauss in das Leben von Benni Hornberg trat.
Sina Tkotsch spielt Leo Oswalds Freundin Nele, die ihr Studium mit Escort-Begleitungen finanziert. Die beiden führen eine On-Off-Beziehung.
In Folge 5 Der blinde Fleck hat Claus Theo Gärtner einen Gastauftritt, als er den neuen Detektiv Oswald an einer Tankstelle trifft.

### Hauptbesetzung
| Schauspieler       | Rollenname                | Zeitraum (Staffel) | Bemerkungen (Rolle) |
| ------------------ | ------------------------- | ------------------ | --- |
| Antoine Monot, Jr. | Benjamin „Benni“ Hornberg | 1.01–              | ehemaliger Fachanwalt für Versicherungsrecht                                                                                  |
| Wanja Mues         | Leo Oswald                | 1.01–              | Privatermittler, kehrt nach 20 Jahren aus dem Untergrund zurück nach Frankfurt am Main und wird zunächst verhaftet            |
| Bettina Zimmermann | Claudia Strauss           | 2.01–              | Staatsanwältin |
| Sina Tkotsch       | Nele Schindler            | 1.01–5.04          | Studentin, die ihren Lebensunterhalt als Escort-Dame finanziert, On-Off-Beziehung mit Leo                                     |
| Emilia Bernsdorf   | Nina Hornberg             | 3.01–              | Tochter von Benni und seiner Exfrau Gabi                                                                                      |
| Thomas Thieme      | Dr. Oskar Renners (†)     | 1.01–2.03          | Rechtsanwalt und Exschwiegervater von Benni, begeht in Folge 7 Selbstmord aufgrund einer unheilbaren Krankheit (Knochenkrebs) |
| Christina Hecke    | Conni Leinfelder          | 1.01–1.04          | Staatsanwältin |
| Kathrin Kühnel     | Gabi Hornberg-Renners     | 1.01–3.06          | Exfrau von Benni und Mutter der gemeinsamen Tochter                                                                           |

## Produktion
Die Serie wird von der Novafilm, einer Tochter der Odeon Film AG, im Auftrag des ZDF produziert. Die erste Staffel wurde hingegen noch von der Odeon TV hergestellt, die seit 2015 ein reines Label der Novafilm ist.
Produzenten der ersten Staffel waren André Zoch, der auch das Konzept der Neuentwicklung der Serie verantwortete, und Klaus Laudi. Seit der zweiten Staffel ist Klaus Laudi der alleinige Produzent. Die redaktionelle Verantwortung von Seiten des ZDF haben Matthias Pfeifer und Nadja Grünewald-Kalkofen.
Head-Autor von Staffel 1 war Florian Oeller. Seit der zweiten Staffel besetzt diese Position Mike Bäuml.
Das ZDF hat bisher 30 Folgen beauftragt, die sich in sieben Staffeln aufteilen. Die sechste Staffel wurde ab März 2019 in und um Frankfurt gedreht und ab dem 29. November 2019 im ZDF ausgestrahlt. Drehzeitraum der vier Folgen umfassenden siebten Staffel sollte März bis Juni 2020 sein, jedoch mussten die Dreharbeiten aufgrund der Corona-Pandemie zwischenzeitlich unterbrochen werden.

## Episodenliste
| Staffel | Episodenanzahl | Deutschsprachige Erstausstrahlung | Deutschsprachige Erstausstrahlung |
| Staffel | Episodenanzahl | Staffelpremiere                   | Staffelfinale                     |
| ------- | -------------- | --------------------------------- | --------------------------------- |
| 1       | 4              | 9. Mai 2014                       | 30. Mai 2014                      |
| 2       | 4              | 30. Oktober 2015                  | 20. November 2015                 |
| 3       | 6              | 21. Oktober 2016                  | 25. November 2016                 |
| 4       | 4              | 20. Oktober 2017                  | 17. November 2017                 |
| 5       | 4              | 19. Oktober 2018                  | 9. November 2018                  |
| 6       | 4              | 29. November 2019                 | 27. Dezember 2019                 |
| 7       | 4              | 27. August 2021                   | 17. September 2021                |
| 8       | 4              | 13. Mai 2022                      | 3. Juni 2022                      |
| 9       | 4              | 5. Mai 2023                       | 26. Mai 2023                      |
| 10      | 4              | 13. September 2024                | 4. Oktober 2024                   |
| 11      | 4              | 26. September 2025                | –                                 |

### Staffel 1
| Nr. (ges.) | Nr. (St.) | Originaltitel                | Erstausstrahlung D | Regie           | Drehbuch          |
| ---------- | --------- | ---------------------------- | ------------------ | --------------- | ----------------- |
| 1          | 1         | Verhängnisvolle Freundschaft | 9. Mai 2014        | Marcus Ulbricht | Florian Oeller    |
| 2          | 2         | Mörderisches Vertrauen       | 16. Mai 2014       | Andreas Herzog  | Florian Oeller    |
| 3          | 3         | Gefahr hinter Gittern        | 23. Mai 2014       | Andreas Herzog  | Kai-Uwe Hasenheit |
| 4          | 4         | Tödliche Vergangenheit       | 30. Mai 2014       | Marcus Ulbricht | Florian Oeller    |

### Staffel 2
| Nr. (ges.) | Nr. (St.) | Originaltitel          | Erstausstrahlung D | Regie              | Drehbuch           |
| ---------- | --------- | ---------------------- | ------------------ | ------------------ | ------------------ |
| 5          | 1         | Der blinde Fleck       | 30. Okt. 2015      | Felix Herzogenrath | Johannes Lackner   |
| 6          | 2         | Aus Mangel an Beweisen | 6. Nov. 2015       | Felix Herzogenrath | Mike Bäuml         |
| 7          | 3         | Die chinesische Mauer  | 13. Nov. 2015      | Hannu Salonen      | Johannes Lackner   |
| 8          | 4         | Grüne Soße             | 20. Nov. 2015      | Hannu Salonen      | Jens-Frederik Otto |

### Staffel 3
| Nr. (ges.) | Nr. (St.) | Originaltitel      | Erstausstrahlung D | Regie            | Drehbuch                         |
| ---------- | --------- | ------------------ | ------------------ | ---------------- | -------------------------------- |
| 9          | 1         | Das schwarze Schaf | 21. Okt. 2016      | Axel Barth       | Mike Bäuml                       |
| 10         | 2         | Machtlos           | 28. Okt. 2016      | Axel Barth       | Andreas Knop                     |
| 11         | 3         | Zerplatzter Traum  | 4. Nov. 2016       | Ulrich Zrenner   | Michael Klette, Charlotte Wetzel |
| 12         | 4         | Glamourgirl        | 11. Nov. 2016      | Ulrich Zrenner   | Kai-Uwe Hasenheit                |
| 13         | 5         | Gemeinsam einsam   | 18. Nov. 2016      | Thomas Nennstiel | Andreas Knop                     |
| 14         | 6         | Das Apartment      | 25. Nov. 2016      | Thomas Nennstiel | Mike Bäuml                       |

### Staffel 4
| Nr. (ges.) | Nr. (St.) | Originaltitel      | Erstausstrahlung D | Regie            | Drehbuch                    |
| ---------- | --------- | ------------------ | ------------------ | ---------------- | --------------------------- |
| 15         | 1         | Ohne Skrupel       | 20. Okt. 2017      | Thomas Nennstiel | Mike Bäuml                  |
| 16         | 2         | Mord am Bau        | 27. Okt. 2017      | Thomas Nennstiel | Carlos Calvo, Martin Dolejš |
| 17         | 3         | Notenwahn          | 3. Nov. 2017       | Thomas Nennstiel | Boris Gullotta              |
| 18         | 4         | Der Abschiedsbrief | 17. Nov. 2017      | Thomas Nennstiel | Boris Gullotta              |

### Staffel 5
| Nr. (ges.) | Nr. (St.) | Originaltitel      | Erstausstrahlung D | Regie            | Drehbuch                    |
| ---------- | --------- | ------------------ | ------------------ | ---------------- | --------------------------- |
| 19         | 1         | Familienbande      | 19. Okt. 2018      | Thomas Nennstiel | Jan Ricken, Roderick Warich |
| 20         | 2         | Der geteilte Apfel | 26. Okt. 2018      | Thomas Nennstiel | Rainer Ewerrien             |
| 21         | 3         | Tod eines Piloten  | 2. Nov. 2018       | Thomas Nennstiel | Jan Ricken, Roderick Warich |
| 22         | 4         | Bolognese Mortale  | 9. Nov. 2018       | Thomas Nennstiel | Jan Ricken, Roderick Warich |

### Staffel 6
| Nr. (ges.) | Nr. (St.) | Originaltitel         | Erstausstrahlung D | Regie             | Drehbuch                        |
| ---------- | --------- | --------------------- | ------------------ | ----------------- | ------------------------------- |
| 23         | 1         | Im Schatten der Venus | 29. Nov. 2019      | Uljana Havemann   | Jan Ricken, Roderick Warich     |
| 24         | 2         | Herzstillstand        | 6. Dez. 2019       | Uljana Havemann   | Rainer Ewerrien                 |
| 25         | 3         | Adem                  | 13. Dez. 2019      | Florian Eichinger | Boris Gullotta, Markus Staender |
| 26         | 4         | Freigänger            | 27. Dez. 2019      | Florian Eichinger | Jan Ricken, Roderick Warich     |

### Staffel 7
| Nr. (ges.) | Nr. (St.) | Originaltitel        | Erstausstrahlung D | Regie             | Drehbuch                        |
| ---------- | --------- | -------------------- | ------------------ | ----------------- | ------------------------------- |
| 27         | 1         | Die falsche Schlange | 27. Aug. 2021      | Florian Eichinger | Andreas Bradler, Kristian Wolff |
| 28         | 2         | Entgleist            | 3. Sep. 2021       | Florian Eichinger | Antje Bähr                      |
| 29         | 3         | Advokaten und Mörder | 10. Sep. 2021      | Bettina Braun     | Carolin Schröter                |
| 30         | 4         | Notwehr              | 17. Sep. 2021      | Bettina Braun     | Markus Staender                 |

### Staffel 8
| Nr. (ges.) | Nr. (St.) | Originaltitel    | Erstausstrahlung D | Regie           | Drehbuch                        |
| ---------- | --------- | ---------------- | ------------------ | --------------- | ------------------------------- |
| 31         | 1         | Paketbombe       | 13. Mai 2022       | Simon Ostermann | Antje Bähr                      |
| 32         | 2         | Kanalratten      | 20. Mai 2022       | Simon Ostermann | Andreas Bradler, Kristian Wolff |
| 33         | 3         | In Liebe W.      | 27. Mai 2022       | Bettina Braun   | Carolin Schröter                |
| 34         | 4         | Tod auf der Zora | 3. Juni 2022       | Bettina Braun   | Jeanet Pfitzer, Frank Koopmann  |

### Staffel 9
| Nr. (ges.) | Nr. (St.) | Originaltitel           | Erstausstrahlung D | Regie              | Drehbuch                        |
| ---------- | --------- | ----------------------- | ------------------ | ------------------ | ------------------------------- |
| 35         | 1         | Sondengänger            | 5. Mai 2023        | Florian Gottschick | Andreas Bradler, Kristian Wolff |
| 36         | 2         | Am Ende des Regenbogens | 12. Mai 2023       | Florian Gottschick | Jeanet Pfitzer, Frank Koopmann  |
| 37         | 3         | Kleine Fische           | 19. Mai 2023       | Ulrike Hamacher    | Rainer Ewerrien, Kristian Wolff |
| 38         | 4         | Tödlicher Fehler        | 26. Mai 2023       | Ulrike Hamacher    | Antje Bähr                      |

### Staffel 10
| Nr. (ges.) | Nr. (St.) | Originaltitel        | Erstausstrahlung D | Regie                | Drehbuch                        |
| ---------- | --------- | -------------------- | ------------------ | -------------------- | ------------------------------- |
| 39         | 1         | Showbizz             | 13. Sep. 2024      | Till Müller-Edenborn | Emily Reimer, Katharina Ruß     |
| 40         | 2         | Entzweit             | 20. Sep. 2024      | Till Müller-Edenborn | Anna Eckert, Hubert Eckert      |
| 41         | 3         | Die letzte Lieferung | 27. Sep. 2024      | Ulrike Hamacher      | Rainer Ewerrien, Kristian Wolff |
| 42         | 4         | Spurlos verschwunden | 4. Okt. 2024       | Ulrike Hamacher      | Andreas Bradler, Kristian Wolff |

### Staffel 11
| Nr. (ges.) | Nr. (St.) | Originaltitel  | Erstausstrahlung D | Regie                | Drehbuch      |
| ---------- | --------- | -------------- | ------------------ | -------------------- | ------------- |
| 43         | 1         | Falsches Spiel | –                  | Till Müller-Edenborn | Hubert Eckert |
| 44         | 2         | Ausgetanzt     | –                  | Till Müller-Edenborn | Nicola Dörper |